# Arlette Elkaïm-Sartre
Arlette Elkaïm-Sartre   (Constantina, 15 de juliol de 1935 - 14è districte de París, 16 de setembre de 2016) va ser una traductora i editora francesa d'origen algerià, filla adoptiva de l'escriptor Jean-Paul Sartre d'ençà el 1964.
El 1956, als dinou anys, va conèixer Sartre i van mantenir una breu relació afectiva. Va treballar en l'elaboració dels informes del Tribunal Russell a finals dels anys 1960.
El 1980, a la mort de Sartre, es va convertir en la seva legatària universal. Va iniciar i encapçalar el moviment per a la reedició crítica i la publicació pòstuma de l'obra de Sartre, que va començar el 1985 amb la publicació dels dos volums de la Critique de la raison dialectique i va prologar-ne algunes de les seves obres. També va traduir per al teatre Èdip a Colonos, una tragèdia de Sòfocles representada el 2006 al teatre Varia de Brussel·les en una producció de Vincent Sornaga.
Elkaïm va morir a París i està enterrada al cementiri de Montparnasse.